# Клементьєв Юрій Леонідович
Ю́рій Леоні́дович Клеме́нтьєв  ((10 квітня 1961 , Козятин, Вінницька область  — 1 вересня 2016 )) — український живописець. Член Національної спілки художників України з 2000 р.
Народився 10 квітня 1961 р. у м. Козятин Вінницької області.
1988 р. закінчив Республіканське художньо-педагогічне училище ім. І.Ю. Рєпіна, м. Кишинів, Молдова, відділення живописно-педагогічне. Викладав у республіканській художній школі, м. Кишинів, Молдова.
Член НСХУ (2000). Член молодіжного об'єднання СХ Молдови (1988), учасник творчих груп «Ескадрон» (1989 - 1992) і «Фантом» (1990 - 1994).
Живопис Ю. Клементьєва є художнім пошуком в сфері сверхчуттєвого. Його полотна очищені від реальних спостережень, відтворення повсякденності навіть в її виняткових проявах, позбавлені літературних ремінісценцій. Автор оперує першоформу, кольором і фактурами. Прагнучи позбавити колір від фізичного та асоціативного почав, художник доповнює фарбу природними матеріалами: землею, піском, лаками.
Винятком з геометрично-колірних абстракцій є звернення Ю. Клементьєва до фігуративности в іронічно-гротесково переосмисленя сюжетів з репертуару голландських та іспанських живописців XVII століття.
Учасник обласних та республіканських виставок у Молдові з 1987 р., в Україні — з 1994 р., у галереї Французького Культурного Центру — 1995 р., у виставці сучасних художників у галереї Марата Гельмана, м. Москва, 1995 р.
Персональні виставки: у м. Вінниці з 1994 по 2001 рр. — 8 виставок. Учасник живописних пленерів у м. Хмільнику.
Працював у жанрі абстрактно-символічної композиції в авторській техніці.
Основні твои: “Сферичний об’єкт” (1992); “Стрічкова сфера” (1994); “Композиція. Раціонально-імпульсивна вправа” (1999); “Істота” (2000); “Ієрогліф” (2000).
Помер у м.Вінниці 1 вересня 2016 року.

## Джерело
- НСХУ [Архівовано 5 Березня 2016 у Wayback Machine.]

| Художник | Це незавершена стаття про художника. Ви можете допомогти проєкту, виправивши або дописавши її. |